# Isabel Jewell
Isabel Jewell (19 de Julho de 1907 - 5 de Abril de 1972) foi uma atriz estadunidense muito ativa nas décadas de 30 e 40.

## Carreira e Vida Pessoal
Nascida em Shoshoni, Condado de Fremont, Wyoming, Jewell foi atriz da Broadway que atingiu sucesso imediato e criticas bastante positivas em duas produções: Up Pops the Devil (1930) and Blessed Event (1932).
Foi levada a Hollywood para uma versão da peça, pela Warner. Jewell apareceu em uma variedade de papéis de apoio na década de 1930. Ela representou o estereótipo da mulher de gangster em vários filmes como Manhattan Melodrama (1934) e Marked Woman (1937).
Ela também interpretou uma mulher sentenciada a perder a cabeça na guilhotina, em A Tale of Two Cities (1935).
Seu papel mais representativo foi o da prostituta Gloria Stone em Lost Horizon (1937).
Na metade da década de 1930, Jewell foi vista em nightclubs com o ator William Hopper (que apareceria anos mais tarde em Perry Mason e era filho da atriz Hedda Hopper), mas eles nunca se casaram.
A Filmografia de Jewell inclui filmes como Gone with the Wind (1939), Northwest Passage (1940), High Sierra (1941), e The Leopard Man (1943). No final da década de 1940 suas performances começaram a perder significância.
Ao longo de toda a sua carreira, Isabel Jewell apareceu em mais de 130 filmes, de 1930 a 1971. Ela também atuou em produções de rádio na década de 1950.
Seu último trabalho foi um filme-B, Sweet Kill (1973), que marcou a estreia do diretor Curtis Hanson, que anos depois venceria o Oscar.

### Morte e legado
Jewell morreu em Los Angeles, aos 64 anos, de causas desconhecidas. Foi homenageada com uma estrela na Calçada da Fama por sua contribuição à arte cinematográfica.

## Filmografia
Atriz
- Sweet Kill (1973) .... Mrs. Cole
- Ciao! Manhattan (1972) .... Mummy
- "Gunsmoke" .... Mme. Ahr (1 episode, 1965) - Circus Trick (1965) TV episode (as Isabel Jewel) .... Mme. Ahr
- "Kraft Suspense Theatre" .... Mrs. Lyons (1 episode, 1964) - The Gun (1964) TV episode .... Mrs. Lyons
- "The Untouchables" .... Sophie (1 episode, 1962) - The Night They Shot Santa Claus (1962) TV episode .... Sophie
- "Lock Up" (1 episode, 1961) - Planter's Death (1961) TV episode
- "The Aquanauts" .... Miss Port (1 episode, 1961) - The Defective Tank Adventure (1961) TV episode .... Miss Port
- "Climax!" .... Actress (1 episode, 1957) - Murder Has a Deadline (1957) TV episode .... Actress
- "Bernardine (1957) .... Mrs. McDuff
- "Dr. Christian" .... Mae (1 episode, 1956) - Insurance Policy (1956) TV episode .... Mae
- "Treasury Men in Action" (1 episode, 1955) - The Case of the Lady in Hiding (1955) TV episode (as Isabel Jewel)
- Drum Beat (1954/I) .... Lily White
- Man in the Attic (1953) .... Katy
- "Mr. & Mrs. North" (1 episode, 1952) - The Nobles (1952) TV episode (as Isabel Jewel)
- "The Unexpected" .... Sister (1 episode, 1952) - One for the Money (1952) TV episode .... Sister
- "Fireside Theatre" (1 episode, 1952) - The Boxer and the Stranger (1952) TV episode
- "The Adventures of Kit Carson" .... Mary Barker (1 episode, 1952) - The Trap (1952) TV episode .... Mary Barker
- The Story of Molly X (1949) (uncredited) .... Mrs. Mack—Prison Laundry Matron
- Belle Starr's Daughter (1948) .... Belle Starr
- Unfaithfully Yours (1948) (uncredited) .... First Telephone Operator
- The Snake Pit (1948) (uncredited) .... Ward 33 Inmate
- Michael O'Halloran (1948) .... Mrs. Laura Nelson
- The Bishop's Wife (1947) .... Hysterical mother
- Born to Kill (1947) .... Laury Palmer
- Badman's Territory (1946) .... Belle Starr
- Sensation Hunters (1945) .... Mae … aka "Club Paradise" - USA (título para TV)
- Steppin' in Society (1945) .... Jenny the Juke
- The Merry Monahans (1944) .... Rose, aka Rose Monahan,unscrupulous Chorus Girl
- The Falcon and the Co-eds (1943) .... Mary Phoebus
- Danger! Women at Work (1943) .... Marie
- The Seventh Victim (1943) .... Frances Fallon
- The Leopard Man (1943) .... Maria - Fortune Teller
- For Beauty's Sake (1941) .... Amy Devore
- High Sierra (1941) .... Blonde
- Little Men (1940) .... Stella
- Marked Men (1940) .... Linda Harkness … aka "Desert Escape" - USA (Título para TV)
- Scatterbrain (1940) .... Esther Harrington
- Babies for Sale (1940) .... Edith Drake
- Irene (1940) .... Jane McGee
- Northwest Passage (Book I -- Rogers' Rangers) (1940) .... Jennie Coit
- Oh Johnny, How You Can Love (1940) .... Gertie
- Gone with the Wind (1939) .... Emmy Slattery
- Missing Daughters (1939) .... Peggy
- They Asked for It (1939) .... Molly Herkimer
- The Crowd Roars (1938) .... Mrs. Martin
- Swing It, Sailor! (1938) .... Myrtle Montrose
- Love on Toast (1937) .... Belle Huntley
- Marked Woman (1937) .... Emmy Lou Eagan
- Lost Horizon (1937) .... Gloria
- Career Woman (1936) .... Gracie Clay
- Go West, Young Man (1936) .... Gladys
- Valiant Is the Word for Carrie (1936) .... Lilli Eipper
- The Man Who Lived Twice (1936) .... Peggy Russell
- 36 Hours to Kill (1936) .... Jeanie Benson
- Small Town Girl (1936) .... Emily 'Em' Brannan … aka "One Horse Town" - USA (título para TV)
- Big Brown Eyes (1936) .... Bessie Blair
- The Leathernecks Have Landed (1936) .... Brooklyn
- Dancing Feet (1936) .... Mabel Henry
- Ceiling Zero (1936) .... Lou Clarke
- A Tale of Two Cities (1935) .... Seamstress
- Mad Love (1935) (cenas deletadas) .... Marianne
- The Casino Murder Case (1935) .... Amelia Llewellyn
- Times Square Lady (1935) .... 'Babe' Sweeney
- Shadow of Doubt (1935) .... Inez 'Johnny' Johnson - singer
- I've Been Around (1934) .... Sally Van Loan
- Evelyn Prentice (1934) .... Judith Wilson
- She Had to Choose (1934) .... Sally Bates
- Here Comes the Groom (1934) .... Angy
- Manhattan Melodrama (1934) .... Annabelle
- Let's Be Ritzy (1934) .... Betty
- Men in White (1934) (cenas deletadas)
- Design for Living (1933) .... Estenógrafa de Plunkett
- Counsellor at Law (1933) .... Bessie Green
- The Women in His Life (1933) .... Catherine 'Cathy' Watson
- Advice to the Lovelorn (1933) .... Rose
- Day of Reckoning (1933) .... Kate Lovett
- Bombshell (1933) (as Isobel Jewell) .... Lily, Junior's Girl Friend
- Beauty for Sale (1933) (as Isobel Jewell) .... Hortense
- Bondage (1933) .... Beulah
- The Crime of the Century (1933) (uncredited) .... Bridge Player
- Blessed Event (1932) (uncredited) .... Dorothy Lane

Trilha Sonora
- The Merry Monahans (1944) (performer: "Ta-ra-ra Boom-der-é" (uncredited))
- Shadow of Doubt (1935) (performer: "Beyond the Shadow of a Doubt")
- Blessed Event (1932) (performer: "Waitin' for a Call from You" (uncredited))